# يوزف كورباس
يوزف كورباس (بالبولندية: Józef Korbas)‏ مواليد 11 نوفمبر 1914 في كراكوف، الإمبراطورية النمساوية المجرية - الوفاة 2 أكتوبر 1981 في كاتوفيتسه، هو لاعب ومدرب كرة قدم بولندي سابق، كان يلعب في مركز الهجوم. سبق له أن لعب في كأس العالم لكرة القدم مع منتخب بلاده في مونديال عام 1938.

## المسيرة الاحترافية

### أندية لعب لها
- نادي كراكوفيا

## روابط خارجية
- يوزف كورباس على موقع الاتحاد الدولي (مؤرشف)  (الإنجليزية)
- يوزف كورباس على موقع قاعدة بيانات كرة القدم.إي يو (الإنجليزية)
- يوزف كورباس على موقع Soccerway.com (الإنجليزية)